# Samal (Bataan)
Samal é um município de  quarta classe de renda municipal (d) na província Bataan, nas Filipinas. De acordo com o censo de 1 de maio  de  2020 possui uma população de 38 302 pessoas e 9 185 domicílios.